# Les Compagnons de la nuit
Pour plus de détails, voir Fiche technique et Distribution.
Les Compagnons de la nuit (titre original : Partners of the Night) est un film muet américain réalisé par Paul Scardon, sorti en 1920.

## Synopsis
Une criminelle rusée, de mèche avec un escroc international, tombe amoureuse du détective qui les traque.

## Fiche technique
- Titre original : Partners of the Night
- Réalisation : Paul Scardon
- Scénario : Leroy Scott, Charles E. Whittaker
- Photographie : A.A. Carter
- Société de production : Eminent Authors Pictures Inc.
- Société de distribution : Goldwyn Distributing Company
- Pays de production :  États-Unis
- Métrage : 1 952 m
- Format : Noir et blanc — 35 mm — 1,33:1 — Muet
- Durée : 60 minutes
- Dates de sortie : 
  - États-Unis : 29 février 1920
  - France : 25 août 1922

## Distribution
- Pinna Nesbit : Mary Regan
- William B. Davidson : Robert Clifford
- William Ingersoll : Commissaire de police Thorne
- E. Corrigan : Mathew Bradley
- Mario Majeroni : Oncle Joe Russell
- Vincent Coleman : Gerald
- Frank Kingdon : Louis Gordon
- Tenny Wright : Harrigan
- Lew O'Connor : Bill Dempsey